# Słoneczna loteria
Słoneczna loteria (ang. Solar Lottery) – powieść science fiction z gatunku antyutopii napisana przez Philipa K. Dicka, wydana po raz pierwszy w 1955. W Polsce pierwsze wydanie ukazało się nakładem wydawnictwa Czytelnik w 1981 w ramach serii „Z kosmonautą”. Akcja utworu ma miejsce w przyszłości. Treść powieści to relacja z legalnej próby zamordowania nowo wybranego przywódcy światowego Rządu.

## Opis fabuły
Aktualny władca świata (Lotermistrz) Reese Verrick zakończył kadencję w wyniku niespodziewanego losowania stanowiska. Nowym przywódcą zostaje Leon Cartwright. Obalonemu władcy przysługuje zgodnie z prawem jedna próba dokonania zamachu w celu powrotu do władzy. Urząd Lotermistrza jest chroniony przez przyboczną gwardię telepatów. Do zabicia Cartwrighta podwładni Verricka wysyłają zdalnie sterowanego androida Keitha Pellinga. Aby utrudnić zadanie telepatycznej obronie, mogącej wysondować zamiary mordercy, android jest obsługiwany przez kilkunastu operatorów. Zostają oni kolejno na pewien czas podłączani do sztucznego umysłu androida z centralnego ośrodka kierowania. Operatorzy zmieniają się losowo, a każdy z nich ma własną strategię realizacji zadania. Taki sposób sterowania zdalnym zabójcą powoduje całkowitą dezorientację telepatycznych obrońców. Szef ochrony Peter Wakeman decyduje się na ukrycie Cartwrighta w tajnej bazie na Księżycu. Wywiad Verricka dowiaduje się o tym posunięciu i nakazuje Pellingowi udać się w ślad za ściganym. Po lądowaniu na Księżycu sterowanie androidem obejmuje Ted Benteley, który chowa zadawniony uraz osobisty do Verricka.

## Odbiór
Książkę zrecenzował Maciej Parowski dla "Fantastyki" (2/83, s. 47-48).